# Medal Pamiątkowy Kampanii przeciwko Danii 1864
Medal Pamiątkowy Kampanii przeciwko Danii 1864 (niem. Erinnerungsmedaille an den Feldzug gegen Dänemark 1864, węg. Az 1864. évi Dán Hadjárat Emlékérme) lub Medal Pamiątkowy Wojenny za 1864 (niem. Kriegsdenkmünze für 1864) – łączone austro-węgierskie oraz pruskie wojskowe odznaczenie o charakterze pamiątkowym, ustanowione 16 stycznia 1864 przez cesarza austriackiego Franciszka Józefa I oraz króla pruskiego Wilhelma I. 
Medal ten przeznaczony był dla uczestników wojny duńsko-pruskiej w 1864 zwanej II wojną o Szlezwik.
Odznakę odznaczenia stanowił brązowy medal o średnicy 29 mm. Na awersie umieszczono monogramy obu władców „W” oraz „FJ” z odpowiednimi koronami nad nimi. W zależności od kraju pierwszy był monogram władcy nadającego. Na rewersie w czterech wersach napis „UNSERN TAPFERN KRIEGERN 1864” (naszym walecznym żołnierzom 1964) otoczony wieńcem laurowym. Na rancie dodatkowo wygrawerowano „AUS EROBERTEM GESCHUETZ” (ze zdobytych armat), wskazujący skąd wzięty został kruszec do wybicia medali. 
Wstążka miała szerokość 40 mm, była czarna z dwoma paskami wzdłuż krawędzi: żółtym z jednej strony, a białym z drugiej, gdzie żółty symbolizował Austrię, a biały Prusy. W wersji austriackiej wstążka wiązana była w trójkąt z żółtym paskiem bliżej środka piersi, a w wersji pruskiej składana w prostokąt zwężony u dołu przy kółku łączącym wstążkę z medalem, z białym paskiem bliżej środka piersi.

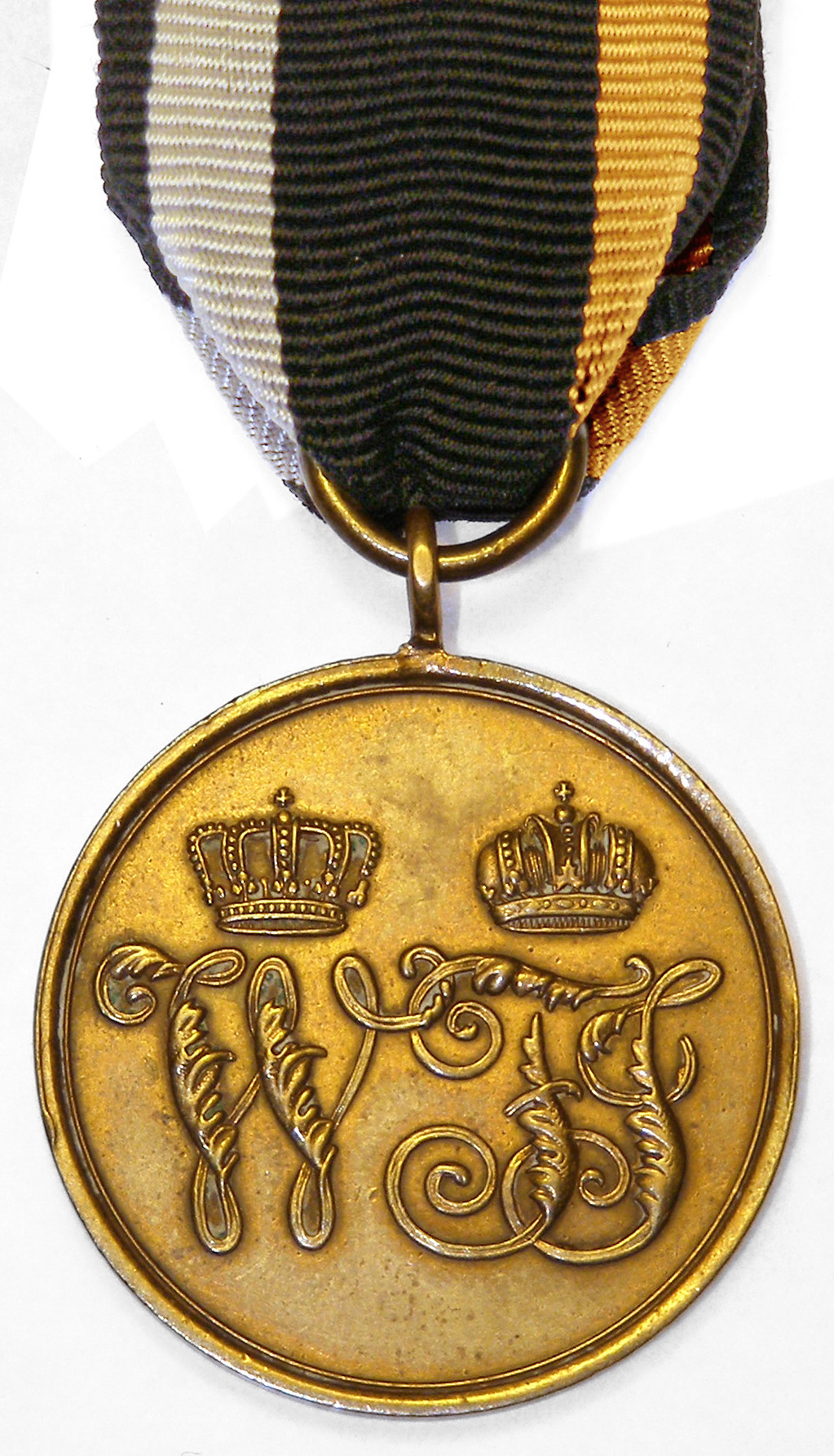
Awers wer. pruskiej
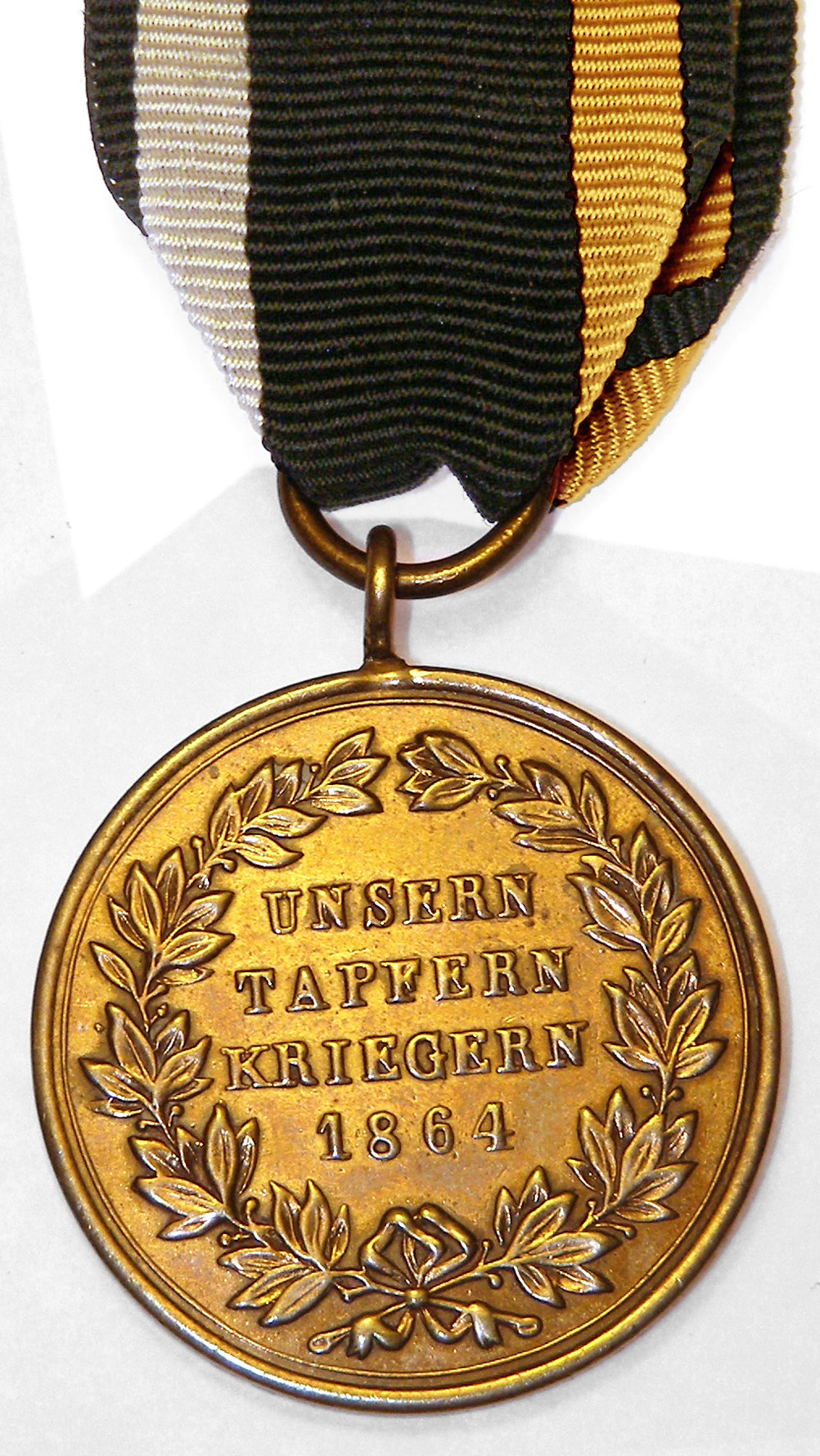
Rewers wer. pruskiej